# Walter Tautz
Josef Friedrich Carl Conrad Walter Tautz (* 17. Mai 1883 in Nicolai, Provinz Schlesien; † 10. Mai 1955 in Dresden) war ein deutscher Schauspieler und Regisseur.

## Leben und Wirken
Der aus Schlesien stammende Tautz nahm nach dem Schulbesuch eine Schauspielausbildung auf. Er war u. a. in Wiesbaden und Mannheim engagiert, bevor er an die Komödie und danach an die Volksbühne in Dresden ging. Am Dresdner Komödienhaus führte er beispielsweise 1931 Regie bei dem Stück „Freie Bahn dem Tüchtigen“ und inszenierte 1938 „Scampolo, ein verflixtes Mädchen“. Als Schauspieler begeisterte er dort u. a. als Haselhuhn im Schwank „Lieber reich - aber glücklich“. Zuletzt war er Mitglied des Staatstheaters Dresden. Er starb 1955 im Stadtkrankenhaus Dresden-Friedrichstadt.